# Distretto di Marcabal
Il distretto di Marcabal  è uno degli otto distretti della provincia di Sánchez Carrión, in Perù. Si trova nella regione di La Libertad e si estende su una superficie di  229,57   chilometri quadrati.